# Membranipora gorensis
Membranipora gorensis är en mossdjursart som beskrevs av Uttley 1951. Membranipora gorensis ingår i släktet Membranipora och familjen Membraniporidae. Inga underarter finns listade i Catalogue of Life.